# Championnat de Tunisie masculin de handball 1995-1996
Navigation
Saison précédente 1994-1995 Saison suivante 1996-1997
La saison 1995-1996 du championnat de Tunisie masculin de handball est la 41e édition de la compétition. Elle est disputée en deux phases : une première en deux poules de six clubs chacune et une deuxième en play-off et play-out. L'Étoile sportive du Sahel renoue avec le succès en remportant son second championnat de Tunisie. Le Club africain, invaincu au play-off, s'octroie la coupe de Tunisie. L'Union sportive monastirienne et le Club sportif hilalien sont relégués en nationale B.

## Clubs participants
| - Association sportive d'Hammamet - Club africain - Club sportif de Hammam Lif - Club sportif hilalien - El Makarem de Mahdia - Espérance sportive de Tunis | - Étoile sportive du Sahel - Jeunesse sportive kairouanaise - Sporting Club de Moknine - Union sportive monastirienne - Union sportive témimienne - Zitouna Sports |

## Compétition
Le barème de points servant à établir le classement se décompose ainsi :
- Victoire : 3 points
- Match nul : 2 points
- Défaite : 1 point
- Forfait et match perdu par pénalité : 0 point

### Première phase
Les trois premiers se qualifient au play-off et les trois autres au play-out.
- Poule A